# 国鉄3255形蒸気機関車

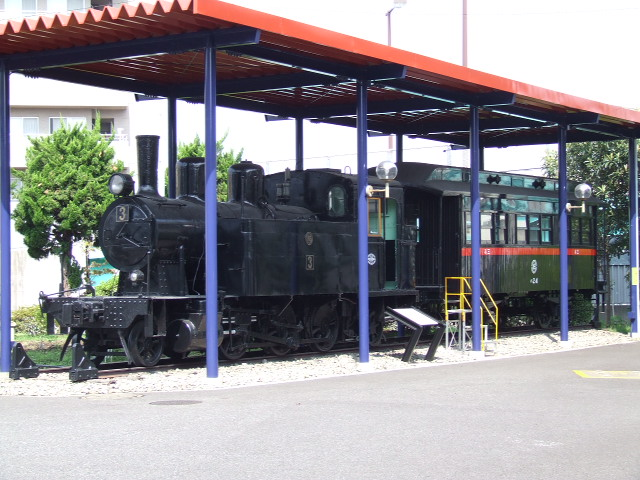
同形の神中鉄道3号蒸気機関車

3255形は、かつて日本国有鉄道の前身である鉄道省・運輸省に在籍したタンク式蒸気機関車である。

## 概要
元は、南武鉄道が1926年（大正15年）に汽車製造で1両（製造番号886）を製造した、車軸配置2-6-2(1C1)の単式2気筒の飽和式サイドタンク式機関車で、1944年（昭和19年）の戦時買収にともない、鉄道省籍となったものである。
南武鉄道では2と称し、主に貨物列車に使用されたが、国有化にともなって仮番号131を付された後、3255形(3255)と改番された。国有化後は、あまり使用されることなく、1948年（昭和23年）に廃車となった。
本形式は、同じ汽車製造で製造され、後に国有鉄道1355形となった相模鉄道の0-6-0(C)型タンク機関車(1 - 4)とボイラーやシリンダー周りの寸法は同一で、動輪直径を2in(51mm)拡大し、軸重の軽減と走行の安定のため先輪と従輪を付加した構造である。また、サイドタンクまわりは平皿鋲を用いてフラッシュ仕上げとしており、作りの丁寧さがうかがわれる。
他に同形機としては、神中鉄道の3形2両(3, 4)があり、製造番号も連続(884, 885)である。こちらの動向については、相模鉄道の蒸気機関車#3形を参照されたい。

## 主要諸元
- 全長 : 8,822mm
- 全高 : 3,581mm
- 全幅 : 2,692mm
- 軌間 : 1,067mm
- 車軸配置 : 2-6-2(1C1)
- 動輪直径 : 1,016mm
- 弁装置 : ワルシャート式
- シリンダー（直径×行程） : 356×508mm
- ボイラー圧力 : 12.7kg/cm2
- 火格子面積 : 0.98m2
- 全伝熱面積 : 62.5m2
  - 煙管蒸発伝熱面積 : 58.2m2
  - 火室蒸発伝熱面積 : 4.3m2
- 小煙管（直径×長サ×数） : 44.5mm×3,277mm×128本
- 機関車運転整備重量 : 35.56t
- 機関車空車重量 : 27.10t
- 機関車動輪上重量（運転整備時） : 27.43t
- 機関車動輪軸重（各軸均等） : 9.14t
- 水タンク容量 : 4.98m3
- 燃料積載量 : 1.27t
- 機関車性能
  - シリンダ引張力 : 6,840kg
- ブレーキ装置 : 手ブレーキ、蒸気ブレーキ